# سیمون دل آکوا
سیمون دل آکوا (انگلیسی: Simone Dell'Acqua؛ زادهٔ ۲۲ نوامبر ۱۹۸۹) بازیکن فوتبال اهل ایتالیا است.
از باشگاه‌هایی که در آن بازی کرده‌است می‌توان به باشگاه فوتبال اینتر میلان و باشگاه فوتبال ارورا پرو پاتریا ۱۹۱۹ اشاره کرد.